# Рутковський Ігор Володимирович
Ігор Володимирович Рутковський (нар. 28 березня 1963, Житомир, УРСР) — радянський та український футболіст, воротар.

## Життєпис
Ігор Рутковський народився 28 березня 1963 року в Житомирі. Футболом почав займатися в рідному місті, в місцевому «Спартаку». Перший тренер — Й.Штефуца. У 1981 році розпочав дорослу футбольну кар'єру в житомирському «Спартаку», який на той час виступав у Другій лізі чемпіонату СРСР. У складі житомирського клубу зіграв у 46-ти матчах чемпіонату. З 1983 по 1985 році проходив військову службу, виступаючи в армійській команді СКА-Карпати, за цей час зіграв лише в 3-ох матчах чемпіонату, в яких пропустив 6 м'ячів. У 1985 році повернувся до Житомира, де приєднався до місцевого «Спартака». До 1992 року у другій лізі та другій нижчій лізі чемпіонату СРСР зіграв у 187 матчах. У 1992 році виступав уже в українських футбольних змаганнях. Дебютував у кубку України 16 лютого 1992 року у переможному (2:1) виїзному поєдинку 1/32 фіналу проти нікопольського «Металурга». Ігор вийшов на поле в стартовому складі та відіграв увесь поєдинок. У першій лізі чемпіонату України дебютував 17 березня 1992 року в програному (1:4) поєдинку 2-го туру підгрупи 1 проти дрогобицької «Галичини». Рутковський вийшов на поле в стартовому складі та відіграв увесь матч. Протягом свого перебування в клубі (з 1992 року) у чемпіонатах України зіграв 66 матчів, в яких пропустив 57 м'ячів. Ще 6 матчів (12 пропущених м'ячів) провів у кубку України. Останній офіційний матч у професіональній кар'єрі провів 4 серпня 1995 року (нічия з рахунком 3:3) в рамках 1-го туру першої ліги чемпіонату України проти чортківського «Кристалу». Ігор вийшов на поле на 69-ій хвилині, замінивши Аркадія Баталова. Того ж року завершив професіональну футбольну кар'єру.
У 1983 році брав участь у складі збірної УРСР у Літній Спартакіаді народів СРСР